# سید میلاد محمودی
میلاد محمودی (۱۳۷۵ (خورشیدی)۱۳۷۵ - گرگان) معروف به آرنولد کوچولو اهل ایران می‌باشد.
وی پیشینهٔ حضور در تیم‌های شموشک نوشهر، تربیت یزد، صنعت ساری و نوژن ساری را در کارنامهٔ ورزشی خود داراست.

## بن‌مایه
1. ↑  «آمار  میلاد محمودی در دوره بیست و پنجم». www.ffiri.ir. بایگانی‌شده از اصلی در ۱۵ ژوئیه ۲۰۱۸. دریافت‌شده در ۲۰۱۸-۰۷-۱۵.
2. ↑  «شکست کاوه زنجان مقابل شموشک نوشهر». شمال نیوز.
3. ↑  «شکست خانگی صنعت مقابل گسترش+حاشیه ها». شمال نیوز. ۲۷ بهمن ۱۳۹۰. دریافت‌شده در ۲۰۱۸-۰۷-۱۵.
4. ↑  «صعود نساجی مازندران به لیگ برتر کمرنگ شد». Fars News Agency. بایگانی‌شده از اصلی در ۱۵ ژوئیه ۲۰۱۸. دریافت‌شده در ۲۰۱۸-۰۷-۱۵.